# Municipio de Booth
El municipio de Booth (en inglés: Booth Township) es un municipio ubicado en el condado de Palo Alto en el estado estadounidense de Iowa. En el año 2010 tenía una población de 90 habitantes y una densidad poblacional de 0,99 personas por km².

## Geografía
El municipio de Booth se encuentra ubicado en las coordenadas 42°57′5″N 94°51′14″O / 42.95139, -94.85389. Según la Oficina del Censo de los Estados Unidos, el municipio tiene una superficie total de 91.28 km², de la cual 89,49 km² corresponden a tierra firme y (1,96 %) 1,79 km² es agua.

## Demografía
Según el censo de 2010, había 90 personas residiendo en el municipio de Booth. La densidad de población era de 0,99 hab./km². De los 90 habitantes, el municipio de Booth estaba compuesto por el 93,33 % blancos, el 5,56 % eran asiáticos y el 1,11 % eran de una mezcla de razas. Del total de la población el 1,11 % eran hispanos o latinos de cualquier raza.